# 호수로 (고양시)
호수로(Hosu-ro)는 경기도 고양시 덕양구 능곡동 능곡삼거리에서 일산서구 대화동을 잇는 도로이다.

## 주요 경유지
경기도
- 고양시 덕양구 (능곡동) - 일산동구 (백석동 . 장항동) - 일산서구 (대화동)

## 노선 경로
| 이름                      | 접속 노선                          | 경유지 | 경유지         | 경유지 | 비고 |
| ------------------------- | ---------------------------------- | ------ | -------------- | ------ | ---- |
| 능곡삼거리                | 토당로 지도로103번길               | 고양시 | 덕양구         | 능곡동 |      |
| 능곡삼성지하차도          |                                    | 고양시 | 덕양구         | 능곡동 |      |
| 능곡육교앞 교차로         | 국도 제39호선 (호국로)             | 고양시 | 덕양구         | 능곡동 |      |
| 삼성마을앞 교차로         | 신평길                             | 고양시 | 덕양구         | 능곡동 |      |
| 대장천교                  |                                    | 고양시 | 덕양구         | 능곡동 |      |
| 섬말다리                  |                                    | 고양시 | 덕양구         | 능곡동 |      |
|                           | 일산동구                           | 고양시 | 백석동         |        |      |
| 섬말다리 사거리           | 일산동구                           | 고양시 | 백석동         | 장항로 |      |
| 한국예탁결재원 삼거리     | 일산동구                           | 고양시 | 백석동         | 경의로 |      |
| 고양우편집중국 사거리     | 일산동구                           | 고양시 | 백석동         | 일산로 |      |
| 백신고교 사거리           | 일산동구                           | 고양시 | 백석동         | 백석로 |      |
| 신세계주유소 삼거리       | 일산동구                           | 고양시 | 백석동         | 강촌로 |      |
| 호수3단지 사거리          | 일산동구                           | 고양시 | 노루목로       | 장항동 |      |
| 장항사거리                | 일산동구                           | 고양시 | 백마로         | 장항동 |      |
| 호수공원 관리소앞 삼거리  | 일산동구                           | 고양시 | 정발산로       | 장항동 |      |
| 청원오피스 삼거리         | 일산동구                           | 고양시 | 중앙로1275번길 | 장항동 |      |
| 호수공원 제2주차장 삼거리 | 일산동구                           | 고양시 | 무궁화로       | 장항동 |      |
| 강선17단지 삼거리         | 일산동구                           | 고양시 | 고봉로         | 장항동 |      |
| 일산노인 복지회관 삼거리  | 강산로                             | 고양시 | 일산서구       | 대화동 |      |
| 문촌18단지 사거리         | 주엽로                             | 고양시 | 일산서구       | 대화동 |      |
| 문촌19단지 사거리         | 킨텍스로                           | 고양시 | 일산서구       | 대화동 |      |
| 장성3단지 삼거리          | 일산로                             | 고양시 | 일산서구       | 대화동 |      |
| 고양체육관 사거리         | 국가지원지방도 제98호선 (고양대로) | 고양시 | 일산서구       | 대화동 |      |
| (이름없음)                | 대화로                             | 고양시 | 일산서구       | 대화동 |      |

## 주요 시설및 건물
- 고양우편집중국 (경기도 고양시 일산동구 백석동 호수로 366)
- 백석중학교 (경기도 고양시 일산동구 백석동 호수로 404)
- HD현대오일뱅크 신세계주유소 (경기도 고양시 일산동구 백석동 호수로 453)
- 법원공무원교육원 (경기도 고양시 일산동구 장항동 호수로 523)
- 사법연수원  (경기도 고양시 일산동구 장항동 호수로 550)
- 고양꽃전시관 (경기도 고양시 일산동구 장항동 호수로 595)
- 일산호수공원 종합안내소 (경기도 고양시 일산동구 장항동 호수로 595)
- MBC 드림센터 (경기도 고양시 일산동구 장항동 호수로 596)
- IBK 기업은행 일산MBC 드림센터출장소 (경기도 고양시 일산동구 장항동 호수로 596)
- 고양 일산노인 종합복지관 (경기도 고양시 일산동구 장항동 호수로 731)
- 홈플러스 킨텍스점 (경기도 고양시 일산서구 대화동 호수로 817)
- CU 레이킨스몰점 (경기도 고양시 일산동구 장항동 호수로 817)
- 메가박스 킨텍스 (경기도 고양시 일산동구 장항동 호수로 817)
- 현대백화점 킨텍스점 (경기도 고양시 일산동구 장항동 호수로 817)